# 斯托克隆薩姆 (印地安納州)
斯托尼隆森姆（英語：Stony Lonesome）是位於美國印地安納州巴塞洛繆縣的一個非建制地區。該地的面積和人口皆未知。

## 地理
斯托尼隆森姆的座標為39°12′03″N 85°03′44″W / 39.20083°N 85.06222°W，而該地的平均海拔高度為221米（即725英尺）。